# Ареопаг
Ареопаг је било веће у античкој Грчкој, смештено северозападно од Акропоља у Атини, које је назив добило по брду посвећеном богу Аресу, на коме је заседало. У ареопаг су улазили некадашњи архонти. Ово веће је надгледало све државне послове и чувало атинске законе. У класично доба, на месту суда, судили су ce случајеви намерних убистава, рањавања и верских питања, као и случајеви подметања пожара или скрнављење маслина. Аресу су наводно судили богови на Ареопагу због убиства Посејдоновог сина Галирофија (типичан пример етиолошког мита). Ареопаг је изгубио на значају за време Перикла, када су му била поверене само судске функције у верским преступима, као што је скрнављење светих маслина посвећених богињи Атини.

## Историја
Порекло имена није јасно. На старогрчком, παγος (пагос) значи „велики комад стене“. Ареиос је могао доћи од Ареса или од Еринија, пошто је на његовом подножју подигнут храм посвећен Еринијама, где су убице некада налазиле уточиште како се не би суочиле са последицама својих поступака. Касније су Римљани стеновито брдо називали „Марсовим брдом“, према Марсу, римске верзије грчког бога рата. У близини Ареопага изграђена је и базилика Дионисија Ареопагита.
У преткласична времена (пре 5. века п. н. е.) Ареопаг је био савет старешина града, сличан римском сенату. Попут сената, његово чланство било је ограничено на оне који су уживали високе јавне функције, у овом случају архонове. 594. п. н. е. Ареопаг се сложио да преда своје функције Солону на реформу. Увео је демократске реформе, обновио јој чланство и вратио контролу у организацију.
После Клистенових реформи донетих 508/507. п. н. е., Буле (βουλη) или савет је проширен са 400 на 500 људи и формиран је од 50 људи из сваког од десет кланова или филa (φυλαι).
462. п. н. е., Ефијалт је спровео реформе којима је Ареопаг лишио готово свих његових функција, осим функције суда за убиства у корист Хелиеја.
У Еумениду из Есхила (458. п. н. е.) Ареопаг је место суђења Оресту због убиства његове мајке (Клитемнестре) и њеног љубавника (Егиста).
Фрина, хетера из 4. века пре нове ере која је била позната по својој лепоти, појавила се пред Ареопагом оптужена за оскврњивање елеусинских мистерија. Једна прича је да је пуштала да јој се огртач спусти и тако је импресионирала судије својим готово божанским обликом да је ослобођена по кратком поступку.
У необичном развоју догађаја, Ареопаг је стекао нову функцију у 4. веку пре нове ере, истражујући корупцију, и ако је моћ осуде остала у рукама Еклесије.
Ареопаг је, као и већина градских институција, и даље функционисао у римско доба, и управо је са овог места, црпећи од потенцијалног значаја атинског олтара Непознатом богу, речено да је апостол Павле одржао чувени говор, "Сад ћу вам прогласити оно што обожавате као нешто непознато. Бог који је створио свет и све у њему је Господар неба и земље и не живи у храмовима изграђеним рукама." (Проповед Ареопаг, Дела 17:24)
Израз „Ареопаг“ односи се и на правосудно тело аристократског порекла које је накнадно формирало виши суд модерне Грчке.

## Савремене референце
- Енглески песник Џон Милтон насловио је своју одбрану слободе штампе „Ареопагитика“, тврдећи да цензори древне Атине, са седиштем у Ареопагу, нису практиковали ону врсту претходног суздржавања од објављивања које се тражило у енглеском парламенту у Милтоново време .
- Друштво Ареопагус, основано 1893. године, један је од најстаријих клубова у припремној школи Хочкинс, у држави Конектикат, САД и окупља се ради расправе о одређеним темама.[10]
- „Ареопаг“ је наслов друге песме у збирци ирског песника Луиса Макниса из 1952. године, Десет спаљених понуда, .